# Miikka Ilo
Miikka Ilo (* 9. Mai 1982 in Turku) ist ein ehemaliger finnischer Fußballspieler. Er spielte auf der Position des Stürmers.
Ilo begann seine Karriere beim Drittligisten Pargas IF. Zur Saison 2001 wechselte er zu Salon Palloilijat in die zweitklassige Ykkönen, verließ SalPa im Herbst 2001 allerdings wieder und wechselte in die niederländische Eerste Divisie zu Telstar. Da er sich bei Telstar nicht durchsetzen konnte und in knapp eineinhalb Jahren nur auf sieben Einsätze kam, ging er in der Winterpause der Saison 2002/03 zum Ligakonkurrenten SC Cambuur. Auch beim SC Cambuur-Leeuwarden konnte sich Ilo nicht durchsetzen und kehrte deshalb nach der Saison 2004/05 in seine Heimatstadt Turku zum FC Inter zurück. Im April 2008 wechselte Ilo zum Ligakontrahenten Kuopion PS, für den er seitdem spielte und nach der Saison 2015 hier seine Karriere beendete.